# Maddie Reyes
Madison (Maddie) Reyes (Brooklyn, Nueva York, 25 de junio de 2004) es una actriz, cantante y compositora estadounidense, conocida por interpretar el papel de Julie Molina, la protagonista del remake estadounidense producido por Netflix Julie and the Phantoms, la serie brasileña Julie y los fantasmas.'

## Biografía
Madison nació y se crio en Brooklyn, Nueva York, aunque actualmente vive en Pensilvania; tiene raíces puertorriqueñas 
Reyes tiene una hermana más pequeña llamada Megan, ambas son muy cercanas. Su madre, Maggie Reyes, pertenece al ejército de los Estados Unidos y es el modelo a seguir de la artista. Por otro lado, su padre, Ricardo Reyes, es empresario y ahora se dedica a hacer comercialización de productos de propaganda de Julie and the Phantoms. Todos ellos la han apoyado durante todo el proceso de la serie.
A Madison siempre le habían gustado las artes escénicas, pero no fue hasta hace dos años cuando se dio cuenta de que también se quería dedicar a la música. Por ello, cuando en su escuela de arte dramático anunciaron las audiciones de Julie and the Phantoms, ella no dudó ni un momento en intentarlo, aunque no tenía ningún tipo de experiencia en la industria, pero se sintió muy conectada con el personaje de Julie Molina, la protagonista, desde el primer momento, ya que era un papel sobre una joven latina y su relación con la música.

## Trayectoria
En 2020 realizó su primer trabajo como actriz con el papel de Julie Molina en la serie de Netflix, Julie and the Phantoms. En ella colaboró con actores como Charlie Gillespie, Owen Patrick Joyner, Jeremy Shada, Carlos Ponce y Cheyenne Jackson, y trabajó para el famoso director de series y películas estilo musical, Kenny Ortega.
Durante el período de grabación de la serie, Madison y Charlie Gillespie, compusieron una canción llamada Perfect Harmony, que más tarde sería usada en la serie. 
Además de su carrera como artista, Madison, también apoya y promueve otras causas como: 
- La dislexia, ya que es un problema que ella misma tiene, por lo que ha hecho vídeos en Instagram hablando sobre su experiencia personal y sobre como es un problema que hay que normalizar.
- La población latina, los latinos (sobre todo a la población puertorriqueña), en las entrevistas que ha hecho siempre menciona este tema, además de decir que le entusiasma la idea de dar más visibilidad a este colectivo y poder ser un modelo a seguir para las nuevas generaciones.[3]